# باش قلعة
باش قلعة هي بلدة وقضاء في محافظة وان بجنوب شرق تركيا. تقع باش قلعة على بعد 20 كـم (12 ميل) غرب الحدود الإيرانية التركية. تأريخياَ كانت تسمى ألباك كما ذكرها الرحالة التركي الشهير اوليا جلبي في رحلته نحو تبريز (قرن السابع عشر الميلادي). ومازال الأسم القديم الباك شائعا بين سكانها الكرد و اهم عشائرها الأرتوشى و المرزكي و الشكاكي.